# Bạn bè và tháng năm
Bạn bè và tháng năm (tiếng Nga: Друзья и годы) là một bộ phim tâm lý, có phần lãng mạn của đạo diễn Viktor Sokolov.
Đi sâu vào khai thác nội tâm nhân vật, có thể xem bộ phim là sự phản ánh số phận lớp người sinh ra trong thập niên 30-60 của thế kỷ XX - giai đoạn đầy biến động và thử thách nhất trong lịch sử Liên Xô cùng nước Nga hiện đại.
Dựa theo một vở kịch cùng tên rất nổi tiếng vào những năm 60 thế kỷ XX, bộ phim là câu chuyện dí dỏm về những con người sinh ra cùng một thế hệ, đã gắn bó bên nhau trong suốt thời thơ ấu và trai trẻ, nhưng từng người lại có số phận riêng.

## Nội dung
Mùa hè năm 1934, nhóm bạn học cũ Iura, Volodia, Grisha và Tanya tụ tập ở một thị trấn nhỏ ven bờ biển Đen. Cả ba anh chàng đều rất yêu Tanya - một thiếu nữ xinh đẹp, dịu dàng.
Bốn người bạn vừa mới tốt nghiệp và đang chuẩn bị cho một cuộc sống tự lập. Làm sao để tồn tại trong cuộc sống đầy khó khăn trước mắt, rồi chiến tranh tới và đi qua, để lại bao đau thương mất mát...
Cuộc đời là thử thách khắc nghiệt để con người phải vượt qua và hoàn thiện chính mình. Đó là thông điệp ý nghĩa của bộ phim.

## Ê-kíp
- Giám đốc sản xuất: Eduard Rozovsky
- Thiết kế sản xuất: Marksen Gaukhman-Sverdlov
- Âm nhạc: Veniamin Basner

## Hậu trường
Viktor Sokolov thực hiện bộ phim này như một dự báo xu hướng nghệ thuật mới trong điện ảnh - phong cách nghệ thuật của Aleksey German. Để rồi 30 năm kể từ khi ra đời, chính Aleksey German cũng thừa nhận, "Bạn bè và tháng năm" là một trong những bộ phim hay nhất mà ông từng xem.

### Các bài hát trong phim
- Это было недавно (nhạc Veniamin Basner, lời Mikhail Matusovsky) - Oleg Anofryev trình bày
- Geschichten aus dem Wienerwald (nhạc Johann Strauss II) - Oleg Anofryev trình bày
- А вот у нас на Родине, в Рязани - Natalia Velichko, Igor Pushkarev, Arkady Trusov trình bày